# Euroregion Těšínské Slezsko

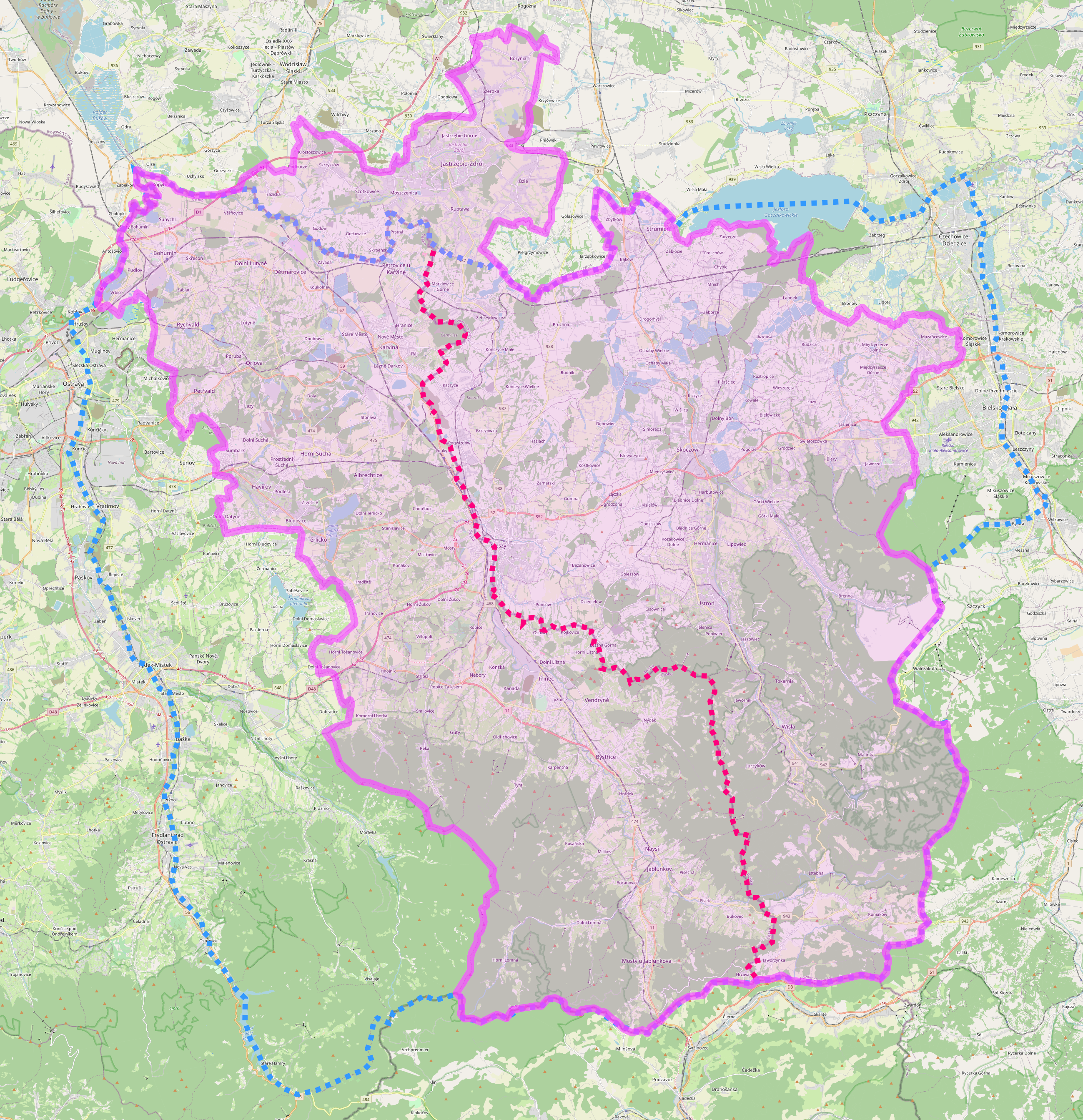
Euroregion Těšínské Slezsko

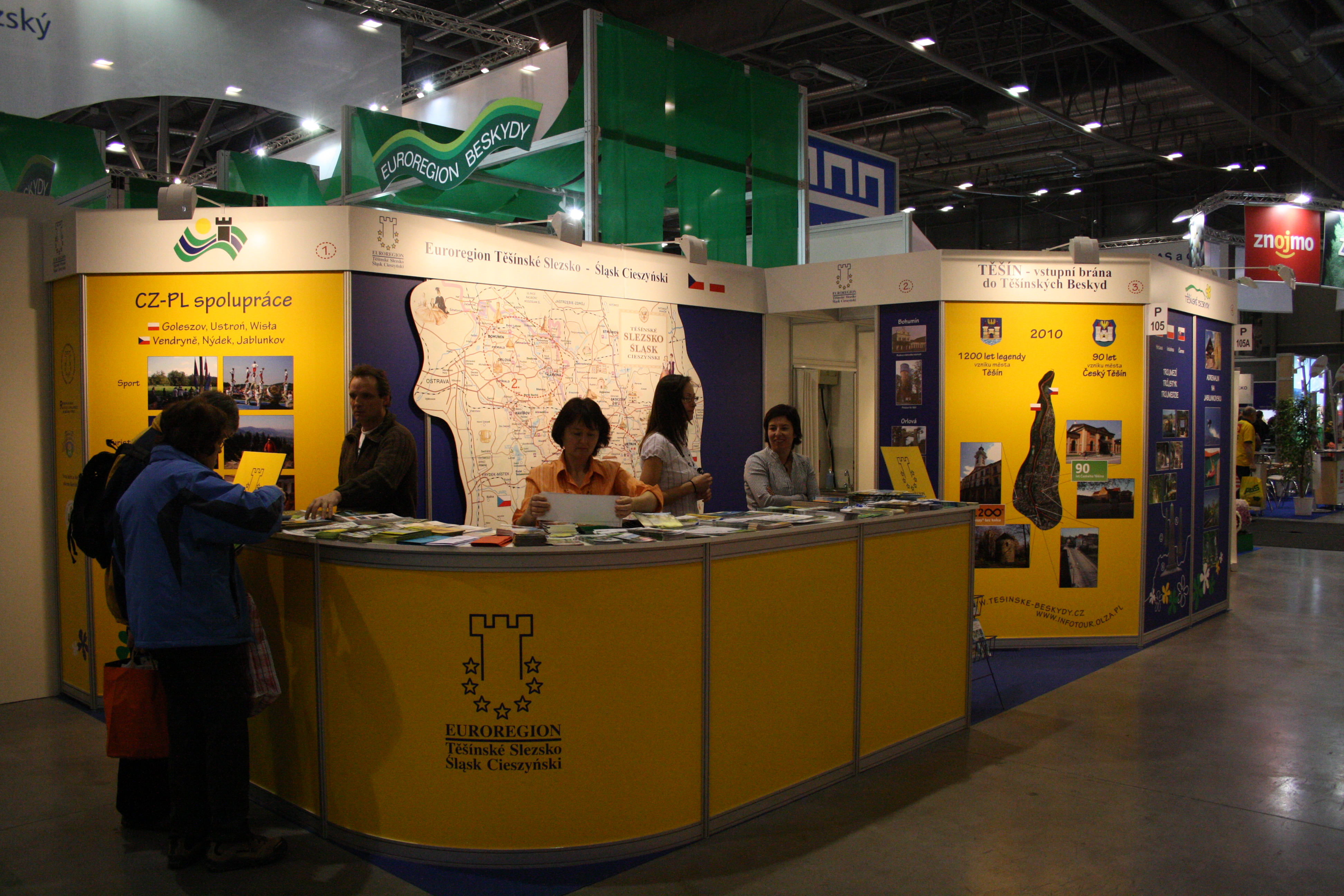
Prezentace euroregionu Těšínského Slezska na veletrhu Regiontour 2010

Euroregion Těšínské Slezsko – Euroregion na polsko-české hranici, je europrogram, který započal 22. dubna 1998 a má za cíl podpořit přeshraniční spolupráce v této oblasti. V současné době pokrývá oblast asi 1741,34 km2 a 658 224 obyvatel (2009). Nejdůležitější města euroregionu jsou Těšín a Jastrzębie-Zdrój

## Region
Hlavní partnerské dohody vznikají mezi polským Těšínem a Českým Těšínem
V polské straně euroregionu jsou
- Gminy okresu těšínského (12)

Brenná, Chyby, Těšín, Dubovec, Holešov, Hažlach, Jistebná, Skočov, Strumeň, Ustroň, Visla (město), Žibřidovice
- Gminy okresu bílského (2)

Jasenice, Javoří
- 1 Gmina okresu Vladislavského

Godów (od 2003)
- Město Jastrzębie-Zdrój

Z české strany euroregion zahrnuje
- okres Karviná (jen Horní Bludovice není část Euroregionu)
- příhraniční část okresu Frýdek-Místek

Je nutno poznamenat, že euroregion Těšínské Slezsko nekryje historické hranice Těšínského knížectví, protože zahrnuje město Jastrzębie-Zdrój a Godów, které dříve patřili pod Pruskou provincii Horní Slezsko a nikoli do Těšínska. Část území bývalého Těšínského knížectví se pro změnu nachází v Beskydském euroregionu.

## Strategické cíle euroregionu
- Rozvoj regionu
- Výměna zkušeností a informací
- Podpora kultury, školství a sportu v regionu
- Společný rozvoj dopravy a komunikace
- Rozvoj cestovního ruchu, včetně zlepšení přesunů turistů přes hranice
- Spolupráce mezi školami a mládeží, včetně společných ekologických aktivit pro životní prostředí

| Základní údaje           |         |         |
| Část:                    | polská  | česká   |
| Rozloha v km2            | 966,51  | 774,83  |
| Obyvaleté                | 306 935 | 351 289 |
| Počet správních jednotek | 16 obcí | 43 obcí |